# Xã Wharton, Quận Fayette, Pennsylvania
Xã Wharton (tiếng Anh: Wharton Township) là một xã thuộc quận Fayette, tiểu bang Pennsylvania, Hoa Kỳ. Năm 2010, dân số của xã này là 3.575 người.